# AIVA
AIVA (Artificial Intelligence Virtual Artist) es un algoritmo de aprendizaje profundo aplicado a la composición de música mediante ordenadores. Compositor artificial reconocido por la Sociedad de Autores, Compositores y Editores de Música  (SACEM)

## Descripción
Creado en febrero de 2016, AIVA se especializa en la composición de música clásica y música sinfónica. Se convirtió en el primer compositor artificial del mundo en ser reconocido por una sociedad de música (SACEM). Tras leer una gran colección de música clásica (escrita por compositores como Bach, Beethoven y Mozart) AIVA empezó a ser capaz de detectar regularidades en la música, y bajo esta base, componer por sí mismo. El algoritmo de AIVA se basa en arquitecturas de aprendizaje profundo y aprendizaje por refuerzo. Desde enero de 2019, la compañía ofrece un producto comercial, Music Engine, capaz de generar composiciones cortas (hasta 3 minutos) en varios estilos musicales (rock, pop, jazz, tango, etcétera).
AIVA fue presentado en TED por Pierre Barreau.

## Discografía
AIVA publicó su primer álbum Genesis en noviembre de 2016, y su segundo álbum Among the Stars en 2018.
Álbumes de estudio
- 2016: Genesis
- 2018: Among the Stars